# Fransoos Exaverius Lammers
Fransoos Exaverius Lammers, beter bekend onder zijn roepnaam Frans Lammers (Bolsward, 26 december 1899 – Breda, 24 juli 1971) was een medewerker van de S.D. te Leeuwarden. Samen met Zacharias Sleijfer, Lucas Bunt en Jan Meekhof behoorde hij tot het beruchte viertal van Friesland.
Aldaar was hij werkzaam in de functie van Polizei-Angestellter, naar eigen zeggen uitsluitend als vertaler. Gedurende zijn dienstverband bij de S.D. ontpopte Lammers zich als een felle antisemiet en was hij persoonlijk verantwoordelijk voor het arresteren en doodschieten van verscheidene verzetsmensen.
Voor zijn oorlogsmisdaden werd Lammers vervolgd en in maart 1950 ter dood veroordeeld door het Bijzonder Gerechtshof te Leeuwarden. In november van dat jaar werd hem gratie verleend en na een verblijf van 14 jaar in de gevangenis te Breda werd hij op vrije voeten gesteld op voorwaarde dat hij zich niet meer in Friesland, Groningen, Drenthe, Overijssel en oostelijk Gelderland zou vertonen. Hij bleef wonen in Breda tot zijn dood in juli 1971.

## Publicaties
- Paul van de Water: In dienst van de nazi's. Gewone mensen als gewelddadige collaborateurs. Uitgeverij Omniboek, Utrecht, 2020. ISBN 978-9401916097